# Chrome Dreams (skivbolag)
Chrome Dreams är ett engelskt skivbolag som gör biografi-CD:ar om musikgrupper. Chrome Dreams har gjort biografier åt flera stora artister och grupper, bland andra The Mars Volta, Frank Zappa och AC/DC.

## The Lowdown projektet
The Lowdown, (egentligen The Lowdown (Biography + Interview)) är ett av Chrome Dreams huvudprojekt och innebär att göra ljud-CD.
("Lowdown" betyder ungefär "detaljer och information").
1. Alcia Keys - The Lowdown
2. Backstreet Boys - The Lowdown
3. Beck - The Lowdown
4. Beyonce - The Lowdown
5. Black Eyed Peas – The Lowdown
6. Britney Spears - The Lowdown
7. Christina Aguilera - The Lowdown
8. Coldplay - The Lowdown
9. Depeche Mode - The Lowdown
10. Disturbed The Lowdown
11. Elvis Presley - The Lowdown
12. Foo Fighters - The Lowdown
13. Game vs. 50 Cent - The Lowdown
14. Girls Aloud - The Lowdown
15. Green Day The Lowdown
16. H.I.M. - The Lowdown
17. Jay-Z - The Lowdown
18. Johnny Cash - The Lowdown
19. Joy Division - The Lowdown
20. Kanye West - The Lowdown
21. Kelly Clarkson - The Lowdown
22. Kid Rock - The Lowdown
23. Killers - The Lowdown
24. Kiss - The Lowdown
25. Kylie - The Lowdown
26. Led Zeppelin - The Lowdown
27. Lostprophets - The Lowdown
28. Madonna - The Lowdown
29. Mariah Carey - The Lowdown
30. Maroon 5 - The Lowdown
31. Mars Volta - The Lowdown
32. Morrissey - The Lowdown
33. My Chemical Romance - The Lowdown
34. Nelly - The Lowdown
35. Nick Cave - The Lowdown
36. Nickelback - The Lowdown
37. NIN - The Lowdown
38. Notorious BIG - The Lowdown
39. Oasis - The Lowdown
40. Panic At The Disco -The Lowdown